# Lagans dämningsområde
Lagans dämningsområde är en sjö i Laholms kommun i Halland och ingår i Lagans huvudavrinningsområde. Sjön har en area på 0,623 kvadratkilometer och ligger 74,2 meter över havet. Sjön avvattnas av vattendraget Lagan (Härån).

## Delavrinningsområde
Lagans dämningsområde ingår i det delavrinningsområde (626722-135261) som SMHI kallar för Utloppet av Lagan Dämningsområde. Medelhöjden är 97 meter över havet och ytan är 9,4 kvadratkilometer. Räknas de 283 avrinningsområdena uppströms in blir den ackumulerade arean 5 549,29 kvadratkilometer. Avrinningsområdets utflöde Lagan (Härån) mynnar i havet. Avrinningsområdet består mestadels av skog (64 procent) och jordbruk (13 procent). Avrinningsområdet har 0,61 kvadratkilometer vattenytor vilket ger det en sjöprocent på 6,5 procent.